# Luz María Sánchez
Luz María Sánchez Cardona (Guadalajara, Jalisco; 1971) es una artista transdisciplinaria, escritora e investigadora mexicana.Sus intereses como investigadora y artista se centran en la obra de Samuel Beckett, el uso de tecnologías sonoras para el sonido, la violencia estructural, la desaparición forzada y prácticas curatoriales y artísticas.

## Biografía

### Formación académica
Luz María Sánchez estudió arte, música y literatura.Tuvo estudios de pregrado en piano, y de licenciatura en literatura en la Universidad de Guadalajara.
Estudió el doctorado en arte en la Universidad Autónoma de Barcelona,con una tesis titulada Samuel Beckett y el arte radiofónico.

### Carrera artística y académica
Luz María Sánchez fue directora de Radio Universidad de Guadalajara, y directora del Canal Internacional de Canal 22. Es integrante del Sistema Nacional de Creadores de Arte, y del Sistema Nacional de Investigadores (SNI), nivel 1 (2019-2025)
Fue profesora del departamento de Artes y Humanidades de la Universidad Autónoma Metropolitana, unidad Lerma, donde fundó el proyecto Artes Ciencias Humanidades y Ciudadanía (ACHC). También creó la Red de Ecología Acústica México y otras organizaciones de índole artístico-académico.
En el ámbito artístico, ha colaborado con curadores como Amanda de la Garza, Morten Søndergaard, Yuko Hasegawa y Ryszard Kluszczynski. Su obra artística se ha exhibido en el Centro de Cultura Contemporánea de Barcelona (CCCB), en el Museo de Arte Contemporáneo (MUAC-UNAM), el Museo de Arte Contemporáneo, Bogotá; el Museo de Arte Moderno (MAM), el Laboratorio Arte Alameda, el ZKM | Center for Art and Media, Karlsruhe, entre otros.

## Premios y reconocimientos
- 2015 - Nombrada como artista para el Climate Change Artist Commission para el año 2016, por el Land Heritage Institute[8]
- 2015 - Primer Premio en la Bienal de las Fronteras, por la pieza V.F.(i) n-1[9]

## Obra

### Publicaciones
- Aproximaciones a la Nueva Narrativa Jalisciense. Guadalajara: Universidad de Guadalajara / Fondo Nacional para la Cultura y las Artes, 2000[7]
- Epifanías Tecnológicas: Samuel Beckett y las máquinas de inscripción y manipulación audiovisual. Ciudad de México: Fondo Nacional para la Cultura y las Artes, 2016[7]
- Samuel Beckett electrónico: Samuel Beckett coclear. Universidad Autónoma Metropolitana, 2016[7]
- Sonar. Navegación // Localización del sonido en las prácticas artísticas del Siglo XX. Ciudad de México: Universidad Autónoma Metropolitana, 2018[10]

## Exposiciones
- 2015 - V.F(i)n-1, instalación y escultura sonora en el Museo de Arte Carrillo Gil[9]